# Когда женщина поднимается по лестнице
«Когда женщина поднимается по лестнице» (яп. 女が階段を上る時: Онна га кайдан о агару токи) — японский чёрно-белый фильм-драма, поставленный режиссёром Микио Нарусэ и вышедший на экраны в 1960 году. Фильм занимает 44 место в списке 50 лучших фильмов мирового кино по версии сайта TimeOut и 59 позицию в списке 100 самых недооцененных фильмов по версии блога Beyond the Canon. Фильм номинировался на кинопремию журнала "Кинэма Дзюмпо", однако по результатам голосования занял лишь 14 место.

## Сюжет
Действие развивается вскоре после окончания Второй мировой войны. Вдова Кэйко, которой уже слегка за тридцать, работает старшей гейшей в одном из ночных баров фешенебельного токийского квартала Гиндза. Коллеги относятся к ней с любовью и ласково называют её «Мама». Жизнь Кэйко складывается в ежедневной борьбе, так как она зависит от компаньонов и бизнесменов, помогающих финансами бару. Она могла бы открыть собственный бар, но для этого потребуется просить о ещё большей финансовой помощи со стороны клиентов, также Кэйко подумывает и о замужестве с одним из состоятельных ухажёров.  Однако первоначально Кэйко гонит мысли о браке, так как это означает нарушить обет, что она никогда не полюбит другого человека, данный ей на похоронах покойного супруга.
Кэйко, изящная и очаровательная женщина, которая носит традиционное кимоно, но находится под постоянным прессингом со стороны своего менеджера Кэнъити Комацу, требующего модернизации её гардероба и обновления жилищных условий, чтобы идти в ногу со временем под растущим западным влиянием. Из многих мужчин в её жизни трое требуют к себе наиболее пристального внимания: господа Фудзисаки, Сэкинэ и Минобэ. Каждая связь начинается с обещания, но каждая приводит лишь к разочарованию. Господин Минобэ безрезультатно пытается сделать её своей любовницей. Мацукити Сэкинэ предлагает ей вступить с ним в брак, а когда Кэйко после долгих колебаний наконец-то даёт своё согласие, выясняется, что он не тот за кого себя выдаёт и у него уже есть жена. Она признаётся в любви господину Фудзисакэ, но он не желает расставаться со своей женой, а переспав с Кэйко, уезжает в Осаку.
Кэйко борется за финансовую независимость, однако ей не удаётся выпутаться из долгов. Ей приходится помогать пожилой матери и брату, который должен оплатить адвокату, чтобы избежать тюрьмы. Ей приходится также помогать финансово племяннику, нуждающемуся в срочной операции. Лестница, по которой она каждый вечер поднимается в бар, становится как бы символом и её триумфа и её личной трагедии.

## В ролях
- Хидэко Такаминэ — Кэйко Ясиро
- Масаюки Мори — Нобухико Фудзисаки
- Рэйко Дан — Дзюнко Интихаси
- Тацуя Накадай — Кэнъити Комацу, менеджер
- Дайскэ Като — Мацукити Сэкинэ
- Гандзиро Накамура — Года
- Эйтаро Одзава — Минобэ
- Кэйко Авадзи — Юри
- Кю Садзанка — владелец бара
- Норико Сэнгоку — гадалка

## Премьеры
- Япония — национальная премьера фильма состоялась 15 января 1960 года[3].
- США — американская премьера фильма состоялась 25 июня 1963 года[3].
- ФРГ — 10 августа 1963 года состоялась европейская телепремьера фильма на западногерманском телевидении[3].